# Tarzan i el seu fill
Tarzan i el seu fill (títol original: Tarzan Finds a Son!) és una pel·lícula de Tarzan de 1939 dirigida per Richard Thorpe i basada en el personatge creat per Edgar Rice Burroughs. Va ser la quarta de la sèrie de la MGM sobre Tarzan que comptava amb Johnny Weissmuller com el "Rei dels micos" i la quarta de sis pel·lícules en què protagonitza amb Maureen O'Sullivan com a Jane; seguint aquest maridatge hi havia Tarzan's Secret Treasure (1941) i Tarzan a Nova York (1942). Està doblada al català.

## Argument
Un avió que vola cap a Ciutat del Cap, amb una parella jove i el seu nadó, s'estavella a la selva. Tots a l'avió moren, excepte el nadó que és rescatat per Cheeta, el ximpanzé de Tarzan. Tarzan i Jane adopten el nen i l'anomenen "Boy". Cinc anys més tard, un grup de recerca va a buscar en Boy, perquè és l'hereu de la fortuna de la família Greystoke per valor de milions. El grup de recerca està dirigit per la família Lancing, que són cosins llunyans dels Greystoke. Tarzan i Jane afirmen que el nen és mort i que en Boy és seu, però el gran dels Lancing, Sir Thomas, reconeix els ulls d'en Boy. Els Lancings més joves suggereixen deixar en Boy i quedar-se amb l'herència. Quan Sir Thomas s'oposa, diuen que el recuperaran i, com a tutors legals, encara controlaran l'herència. Sir Thomas diu que li dirà a Tarzan, però la resta del grup empresonen Sir Thomas en una tenda de campanya i planegen segrestar en Boy. Tarzan els sent conspirar; els roba les armes i les llença a un llac profund. La Jane arriba l'endemà i s'assabenta del que ha passat, i admet que en Boy és un Greystoke. Persuadeix a Tarzan perquè recuperi les armes, sense les quals el grup de recerca no pot sobreviure. Tarzan les recupera però la Jane deixa caure la corda perquè Tarzan quedi atrapat.
Jane, convençuda que és el correcte, va amb en Boy i la resta dels Lancing cap a la civilització, però Sir Thomas la convenç que els Lancings més joves només volen en Boy pels seus diners. Sir Thomas intenta fugir, però li disparen. Pensant que la Jane està intentant enganyar-los, ignoren les seves indicacions i cauen en mans dels Zambeli, coneguts per la mutilació dels captius. Els presoners blancs es mantenen en una cabana separada mentre la tribu comença a matar els portadors nadius. La Jane és ferida mentre ajuda a en Boy a escapar a través d'una tanca. El noi troba en Tarzan i els ximpanzés i els elefants l'ajuden per alliberar-lo. Tarzan arriba al poble dels Zambeli i utilitza els elefants per allunyar els nadius. Salva dos del grup de recerca, i ell i la Jane decideixen mantenir Boy amb ells a la jungla.

## Repartiment
- Johnny Weissmuller com Tarzan
- Maureen O'Sullivan com Jane Parker
- Johnny Sheffield com Boy
- Ian Hunter com Mr. Austin Lancing
- Henry Stephenson com Sir Thomas Lancing
- Frieda Inescort com Mrs. Lancing
- Henry Wilcoxon com Mr. 'Sandee' Sande
- Laraine Day com Mrs. Richard Lancing
- Morton Lowry com Mr. Richard Lancing
- Gavin Muir com pilot

## Producció

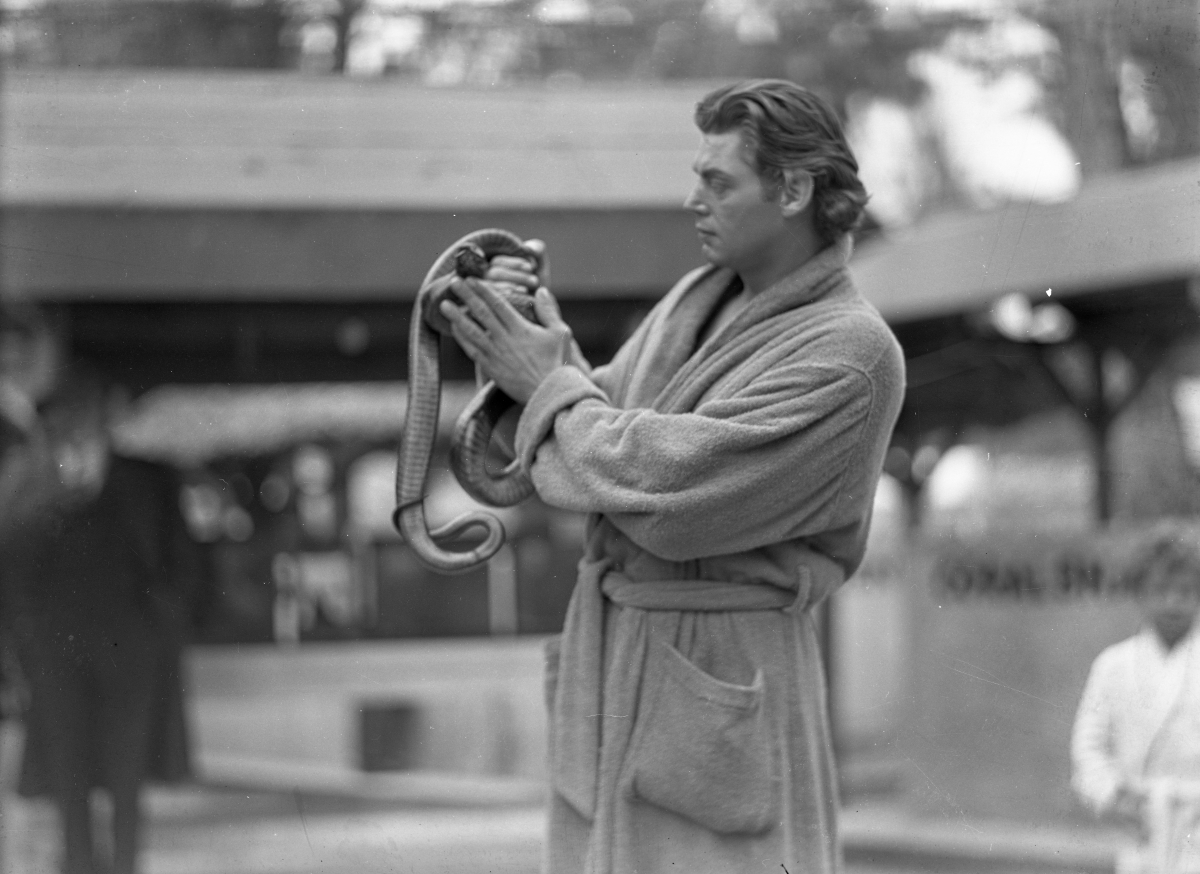
Johnny Weissmuller amb una serp durant el rodatge de "Tarzan i el seu fill"

La bretxa de tres anys entre aquesta i l'anterior pel·lícula de Tarzan va ser perquè la MGM havia deixat que els drets de la pel·lícula s'escapessin després de La fuga de Tarzan. La productora independent Sol Lesser va obtenir els drets per fer cinc pel·lícules de Tarzan, però la primera d'elles, Tarzan's Revenge, va resultar ser un fracàs. Els productors creien que el públic no estava disposat a acceptar Glenn Morris en el paper que va fer famós Johnny Weissmuller. Lesser no havia pogut obtenir els serveis de Weissmuller ja que tenia contracte amb MGM. Així la MGM es va adonar que Weissmuller continuava tenint atracció com a Tarzan i va comprar els drets de Lesser en les tres pel·lícules següents i van reiniciar la seva sèrie.
Aquesta pel·lícula s'havia d'anomenar originalment Tarzan in Exile. Com que presentava la parella de la selva adquirint un nadó, es va canviar a Tarzan Finds a Son. L'argument volia apaivagar els grups morals, ja que Tarzan i Jane no estaven casats a les pel·lícules. Aquesta estava pensada com l'última aparició de Maureen O'Sullivan com a Jane a la sèrie, ja que el seu personatge havia de morir com a resultat d'una ferida de llança. O'Sullivan estava cansada del paper de Jane, i en Boy va ser presentat com un possible substitut. Després que les previsualitzacions del públic mostressin reaccions molt negatives a la seva mort, es va canviar el final. Johnny Sheffield, que va interpretar Boy, afirma que Weissmuller el va triar a mà per al paper i li va ensenyar a nedar.
Com que Tarzan i Jane no van tenir fills el 1936 (la data de la seva pel·lícula anterior) i com que la major part d'aquesta trama es produeix cinc anys després de trobar en Boy, la data d'aquesta pel·lícula representaria que fos el 1941 o el 1944. Ambdues dates entren en conflicte amb incidents en pel·lícules posteriors que es van produir durant la Segona Guerra Mundial. Boy en aquesta pel·lícula era l'hereu de la fortuna de Greystoke. En els llibres originals de Burroughs, Tarzan era Lord Greystoke.
Les emissions origianals de Tarzan i el seu fill es van realitzar en sepiatone.

## Recepció
Una revisió contemporània a Variety va informar que "Weissmuller corre i neda atlèticament com l'home-mono d'una manera correcta", que "O'Sullivan […] fa un bon treball dramàtic" i que "Sheffield ho fa bé i actua. les seves tasques atlètiques de manera satisfactòria". Escrivint a Turner Classic Movies, el crític de cinema Jay S. Steinberg va descriure la pel·lícula com "una producció d'aspecte bonic" que va fer "un ús extensiu de material d'arxiu d'entrades de sèries anteriors". La ressenya també assenyala que, "Tal com es va concebre originalment, Tarzan i el seu fill se suposava que marcava la sortida d'O'Sullivan de la sèrie, amb Jane que va patir una ferida letal de llança en la seqüència climàtica. La bella actriu estava preparada per posar en marxa la seva carrera. pausa per a la família; estava embarassada del seu primer fill pel director John Farrow durant la producció [però], però, no van necessitar moltes projeccions de prova perquè MGM sentis l'olor de la indignació dels fans, i es va substituir un final feliç amb una Jane recuperada. ."
Segons els registres de MGM, la pel·lícula va guanyar 1.039.000 dòlars als EUA i Canadà i 1.049.000 dòlars a altres llocs, el que va resultar en un benefici de 528.000 dòlars.